# Balearisk sångare
Balearisk sångare (Curruca balearica) är en tätting i familjen sylvior.  Fågeln är endemisk för Balearerna i västra Medelhavet. Den är nära släkt med och har ofta behandlats som underart till sardinsk sångare. Trots sitt begränsade utbredningsområde kategoriserar IUCN arten som livskraftig. 

## Utseende och läte
Balearisk sångare är en liten (13–14 cm) och långstjärtad tätting med relativt långt stjärt som den likt nära släktingarna sardinsk sångare och provencesångare ofta knycker med. Fjäderdräkten är mycket lik sardinsk sångare (C. sarda), mörkt grå med tydlig röd ögonring, orangebruna ben och ljus näbb med mörk spets. Till skillnad från denna har den adulta fågeln ljus haka och skärbeige ton på kroppssidorna. Den är också något mindre och mer långstjärtad. Främst skiljer den sig dock på lätet, dels locklätet med ett "tsett" eller beckasinlikt "tjerr", dels sången som är något snabbare och mer mekanisk.

## Utbredning och systematik
Balearisk sångare är stannfågel på Baleariska öarna, förutom Menorca, det vill säga öarna Ibiza, Formentera, Mallorca, Dragonera och Cabrera samt de större småöarna utanför dessa. Tydligen finns bara några få fynd av icke-häckande fåglar på spanska fastlandet.

### Artstatus
Länge behandlades balearisk sångare som underart till sardinsk sångare, och vissa auktoriteter gör så fortfarande. De urskiljs dock idag i stor utsträckning som skilda arter, baserat på skillnader i läten, levnadssätt och utseende. Genetiska studier visar också att balearisk sångare istället står närmast provencesångare (Curruca undata), med sardinsk sångare systerart till dessa två. Denna grupp är vidare närmast besläktad med artparet törnsångare (Curruca communis) och glasögonsångare (Curruca conspicillata).

### Släktestillhörighet
Arten placeras traditionellt i släktet Sylvia. Genetiska studier visar dock att Sylvia består av två klader som skildes åt för hela 15 miljoner år sedan. Sedan 2020 delar BirdLife Sverige och tongivande internationella auktoriteten International Ornithological Congress (IOC) därför upp Sylvia i två skilda släkten, varvid baleariska sångaren förs till Curruca. Även eBird/Clements följde efter 2021.

## Ekologi
Balearisk sångare har bredare krav på omgivningen än sardinsk sångare. Den trivs framför allt i öppen mark med törnbuskar och ljung, men återfinns även i täta skogsområden med aleppotall (Pinus halepensis) och övergivna jordbruksmarker som förbuskats. Liksom de flesta sångare är fågeln en insektsätare, men äter även sommartid olika sorters frukt. Den födosöker framför allt på marken och lågt i buskar, men även i trädtoppar. Den har också setts fånga flugor som en flugsnappare.

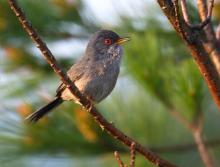

Fågeln häckar mellan mars och juni och lägger två, ibland till och med tre kullar. Hanen utför en sångflykt där den flyger brant upp och nästan dansar i luften i ett antal meter, lite påminnande om en fladdermus. Båda könen bygger boet, en djup skol som placeras lågt i en buske. Den lägger två till fyra ägg som ruvas av båda könen i tolv till 15 dagar.

## Status och hot
Stammen tros vara stabil, vilket får IUCN att kategorisera arten som livskraftig, trots det begränsade utbredningsområdet och det förhållandevis begränsade antalet fåglar. Världspopulationen uppskattas till mellan 29 500 och 52 600 vuxna individer.